# Karilee Fuglem
Karilee Fuglem, née en 1960 à Prince George, Colombie-Britannique est une artiste multidisciplinaire canadienne qui vit et travaille à Montréal.

## Biographie
Elle obtient une maîtrise en arts plastiques à l’Université Concordia. Ses œuvres sont présentées partout au Canada, notamment dans le cadre de la Biennale de Montréal (1998), de la Manif d’art 2 de Québec (2003), de la Biennale nationale de sculpture contemporaine de Trois-Rivières (2004), ainsi que des expositions De fougue et de passion au Musée d’art contemporain de Montréal (1997), Between Body and Soul à la Galerie d’art Leonard et Bina Ellen de l’Université Concordia (1998), Corps et sonorité au Musée régional de Rimouski (1999), Sense à la Edmonton Art Gallery (2004) et Avancer dans le brouillard au Musée national des beaux-arts du Québec, pour ne mentionner que celles-ci.
L’artiste compte également une vingtaine d’expositions individuelles à son actif au Québec (Optica, 1996 ; Galerie Samuel Lallouz, 1996 ; Articule, 1997 ; La chambre blanche, 1997 ; Axe Néo-7, 1999 ; Plein Sud, 2000 ; Pierre-François Ouellette art contemporain, Montréal, 2002 et 2005) et au Canada (AKA Gallery, Saskatoon, Saskatchewan, 1993 ; Southern Alberta Art Gallery, Lethbridge, Alberta, 2000 ; Dunlop Art Gallery, Regina, Manitoba, 2001 ; Gairloch Gallery, Oakville Galleries, Oakville, Ontario, 2003 ; Leo Kamen Gallery, Toronto, 2002 et 2005). Ses œuvres font partie des collections du Musée d’art contemporain de Montréal, du Musée national des beaux-arts du Québec, du Whyte Museum of the Canadian Rockies, à Banff, ainsi que des collections privées.